# Antares (groupe)
Pour les articles homonymes, voir Antarès (homonymie).
Antares est un groupe eurodance qui s'est fait connaître au printemps 1995 avec la sortie de leur premier morceau intitulé Ride on a meteorite. 

## Biographie

### Chronologie des singles
Sorti au printemps 1995, Ride on a meteorite a grimpé les charts des clubs européens et a caracolé plusieurs semaines dans le Top 20 des Clubs de plusieurs pays européens, dont la France (il s'est classé 25e au Top 50), l'Espagne ou l'Italie. 
À la suite du succès du titre, ils ont sorti à l'automne 1995 le titre You Belong to me, dans la même veine que le précédent et qui aura tout autant de succès dans les clubs européens (33e au Top 50 en France). 
Leur troisième morceau Let me be your fantasy est sorti au printemps 1996 et a été un succès en clubs mais est passé plus inaperçu sur les ondes que ses prédécesseurs. Il a eu cependant lui aussi droit à son maxi-CD de remixes, tel que l'avaient eu les 2 précédents titres. 
C'est à la rentrée 1996 qu'on a pu entendre leur nouveau titre Whenever you want me. Celui-ci a été différent des trois précédents : en effet, les 3 premiers étaient très ancrés Eurodance, avec un Bpm élevé (jusqu'à 150 Bpm), une voix masculine sur les parties rappées et des vocaux féminins pour les couplets et le refrain, entêtants toujours. Whenever you want me, qui a marqué le départ d'Asher Senator du projet, n'a donc que des parties chantées féminines ainsi qu'un rythme moins soutenu. Cependant le morceau, bien que différent, est entré dans le Top 20 des clubs et est apparu tels les premiers morceaux sur plusieurs compilations Dance de l'époque. 
Puis I want your love est sorti en avril 1997. Ce titre, qui s'est une nouvelle fois fait sans Asher Senator, est encore différent de Whenever you want me, plus housy. On peut y voir la marque d'un groupe qui finalement était un projet essentiellement destiné aux clubs, et qui pour cela suivait l'évolution de la dance music.

### Composition du groupe
Antares reste un groupe mystérieux : le doute a longtemps plané sur l'identité de la chanteuse. En effet, la jeune femme blonde apparaissant sur les photos avec Asher Senator (pour lui aucun doute, il est le véritable rappeur) n'est qu'un modèle afin de donner un visage séduisant au projet. La voix de la chanteuse est en fait celle de Clara Moroni, italienne qui aurait donc prêté sa voix au projet mais pas son visage ni sa plastique. 
L'équipe, outre Clara Moroni et Asher Senator, se compose d'Alessandro Gilardi, Riccardo Romanini, Walter Cremonini, Giacomo Maiolini. Rody Arduini, Diego Abaribi, Marco Gubinelli et G. Piano ont eux aussi participé au projet. 
Clara Moroni et Asher Senator avaient déjà collaboré au printemps 1995 sur le titre I believe de Copernico, autre projet eurodance du label italien Time Srl.

## Discographie
- Ride on a meteorite 1995 (Radio Mix/ Alternative Mix/ Extended Mix/ Acca Ragga)
- You belong to me 1995 (Original Mix/ European Radio Mix/ European Mix/ Fabulous 70's Radio/ Fabulous 70's Extended/ Pressure Mix/ Full Mix/ 3 AM Mix/ Acappella)
- Let me be your fantasy 1996 (Sputnik Mix/ Sputnik Radio edit/ Cosmo Mix/ Apollo Mix)
- Whenever you want me 1996 (Radio F. Edit/ Radio Cut/ Fabulous Mix/ Extended Mix/ Acappella)
- I want your love 1997
- Runaway (Remix Orange Blue)
- Save Me 2000 (Radio Edit/ Go 4 It Edit)